# Bandini 1000 turbo
La Bandini 1000 turbo,  nota anche come "Bandini Berlinetta", è un'autovettura stradale finita di costruire artigianalmente nel 1992 dallo stesso Ilario Bandini a Forlì.
L'ingegner Ilario Bandini definì quest'auto "il mio fiore all'occhiello". La berlinetta fu l'ultima creazione nata dalle sue mani e rappresenta l'ultimo passo evolutivo della sua lunga carriera di "inventore d'auto" come fu definito dalla rivista Autosprint nel 1981. 
La progettazione e costruzione della berlinetta impegnò gli ultimi sei anni di vita di Ilario Bandini il quale, pur ottantenne, diede prova ancora una volta del suo impegno nel miglioramento tecnico e stilistico delle proprie invenzioni. La "Bandini Berlinetta" fu l'ultima dimostrazione del suo genio creativo, delle sue capacità tecniche e artigianali.

## Il telaio
Il telaio, costruito alla metà degli anni ottanta, si basa sul collaudato disegno, caratteristiche e sistemi sospensivi che garantiscono efficienza, solidità e stabilità unite alla proverbiale leggerezza che da quasi mezzo secolo caratterizza le Bandini.
- Struttura e materiale: a traliccio di tubi a sezione mista: ovale rotonda e rettangolare, in acciaio speciale
- Sospensioni:
  - anteriore: indipendenti, a triangoli sovrapposti con ammortizzatori oleodinamici telescopici inclinati e molle cilindriche elicoidali coassiali; barra stabilizzatrice, camber registrabile
  - posteriore: indipendenti, triangolo inferiore e bracci oscillanti ammortizzatori oleodinamici telescopici inclinati agenti sul triangolo inferiore, barra stabilizzatrice, camber, caster e convergenza registrabili
- Impianto frenante:
  - di servizio: idraulico, a disco anteriori e posteriori
- Sterzo: a pignone e cremagliera
- Guida: a sinistra
- Ruote: in lega d'alluminio Bandini
- Serbatoio: 50 Litri
- Trasmissione: differenziale e cambio posteriore, semiassi isometrici con giunti omocinetici

## Motore

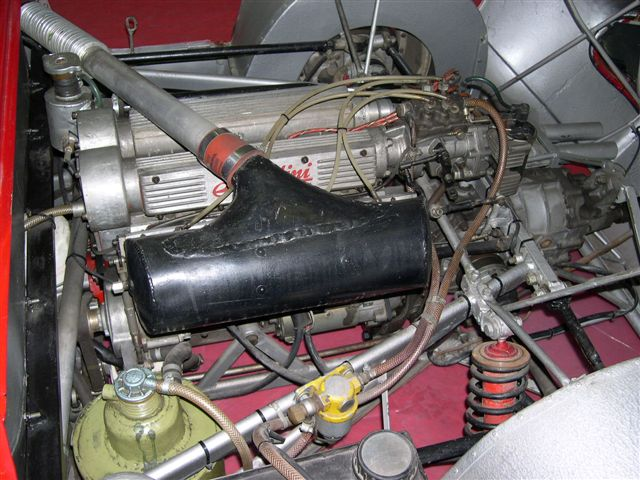
Il motore Bandini 1000 turbo 16 V installato.

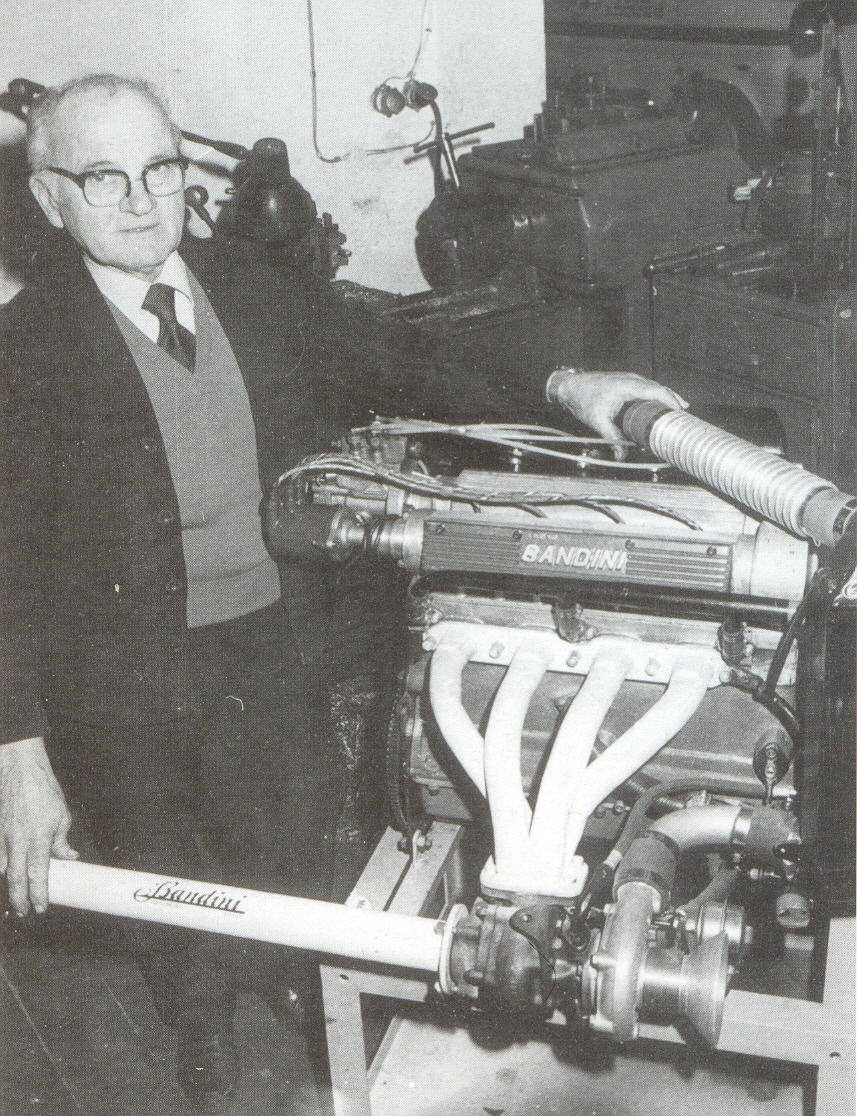
Ilario Bandini con il motore della "berlinetta".

Il motore di intera realizzazione Bandini, è stato sottoposto ad un lungo collaudo prima di essere deliberato, è infatti la prima volta che un motore Bandini viene dotato di turbocompressore. Il Bandini 1000 turbo si avvale di iniezione indiretta con pompa meccanica, accensione elettronica, una distribuzione a catena con due alberi a camme su cuscinetti a rulli che comandano quattro valvole verticali per cilindro, pistoni a testa piatta, bielle in titanio e un sistema di lubrificazione a carter secco. Caratteristiche che permettono di superare i 10000 rpm. Il cambio in fusione unica col differenziale è 5 marce.
- Posizionamento: posteriore longitudinale, 4 cilindri in linea
- Materiali e particolarità: basamento-monoblocco a 5 supporti di banco e coppa in lega d'alluminio, testa in lega d'alluminio DOHC, distribuzione a catena, 4 valvole verticali per cilindro, bielle in titanio, turbo con intercooler (pressione 1,4 bar)
- Alesaggio: 76,2 mm
- Corsa: 51 mm
- Cilindrata: 929 cm³
- Rapporto di compressione: 7,11:1
- Alimentazione: iniezione meccanica, valvola a ghigliottina, turbocompressore con radiatore verticale in alluminio
- Max. regime di rotazione:  10000 rpm
- Lubrificazione: carter secco
- Raffreddamento: forzato a liquido con pompa centrifuga comandata da puleggia e cinghia, radiatore posteriore verticale in alluminio
- Cambio e frizione: 5 marce + RM, frizione bidisco a secco
- Accensione e impianto elettrico: bobina e distributore sulla testa, con centralina elettronica, batteria 12 V e alternatore

## La carrozzeria

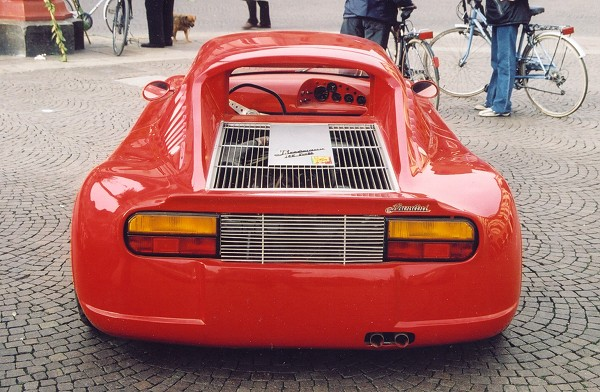

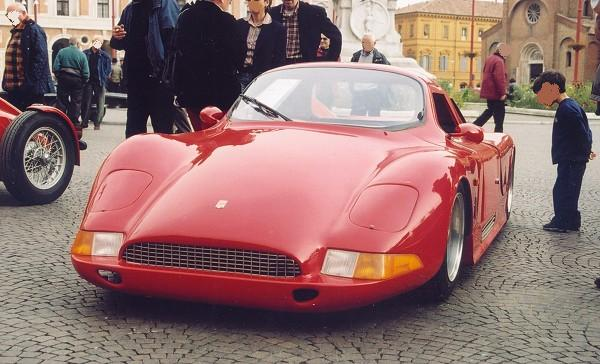

La carrozzeria biposto in alluminio è sintesi di molte Bandini del passato risultando tuttavia originale e moderna. Nell'anteriore spiovente, nella griglia ad elementi orizzontali e verticali dell'anteriore vi sono richiami alle siluro e soprattutto alle Bandini 750 sport internazionale i fari sono a scomparsa come sulla prima Bandini ma posti sui passaruota anteriori proprio sopra a sottili gruppi ottici sagomati e arretrati rispetto alla presa d'aria centrale contribuendo così a richiamare alla mente le auto a ruote scoperte. 
Sotto la linea "d'orizzonte" che taglia a metà la presa d'aria ovale,  appaiono aperture triangolari che hanno la funzione di portare aria ai freni a disco anteriori.
Le linee tese dei fianchi della vettura ricordano la prima 1000 a motore posteriore ma sono inedite le griglie orizzontali sulle minigonne, gli sportelli nella loro parte superiore copiano i montanti del tettuccio, la cui larghezza è dettata dalle morbide linee guida originatesi ai margini del cofano anteriore e nella parte inferiore non modificano la linea data dalla larghezza delle ruote anteriori.
Il parabrezza, molto convesso, è più inclinato rispetto alla precedente "saloncino" e leggermente più contenuto, in modo da migliorarne la penetrazione aerodinamica. Sui montanti posteriori, di notevole dimensione, sono integrate due lunghe pinne trapezoidali il cui compito d'armonizzazione delle altezze tra tettuccio e parte posteriore è svolto anche da otto aperture a branchia di squalo di dimensione e inclinazione che a mano a mano diminuiscono. 
Il lunotto è piano e verticale mentre un'appendice aerodinamica a "becco di papero" conferisce grinta e carattere alla parte posteriore, che fonde in una misteriosa armonia convessità molto accentuate che assorbono l'ingombro delle ruote posteriori e geometrie molto rigide come la modanatura  sulla parte inferiore e le generose griglie che lasciano vedere il cuore della Berlinetta: il motore Bandini 1000 turbo.
Il fregio con la firma Bandini campeggia sulle pinne posteriori, sui cerchi in alluminio scomponibili, sul volante tagliato, sul cruscotto decentrato, sulla carrozzeria, sul telaio e sull'intero motore.